# إيلا ماي
إيلا ماي (بالإنجليزية: Ella Mai) هي مغنية وكاتبة غنائية بريطانية، ولدت في 3 نوفمبر 1994 في لندن في المملكة المتحدة.

## وصلات خارجية
- الموقع الرسمي
- إيلا ماي على موقع IMDb (الإنجليزية)
- إيلا ماي على موقع ميوزك برينز (الإنجليزية)
- إيلا ماي على موقع أول ميوزيك (الإنجليزية)
- إيلا ماي على موقع ديسكوغز (الإنجليزية)
- إيلا ماي على موقع قاعدة بيانات الفيلم (الإنجليزية)